# Lövstabruk
Lövstabruk (oude spelling: Leufsta bruk) is een plaats in de gemeente Tierp in het landschap Uppland en de provincie Uppsala län in Zweden. De plaats heeft 107 inwoners (2005) en een oppervlakte van 20 hectare.

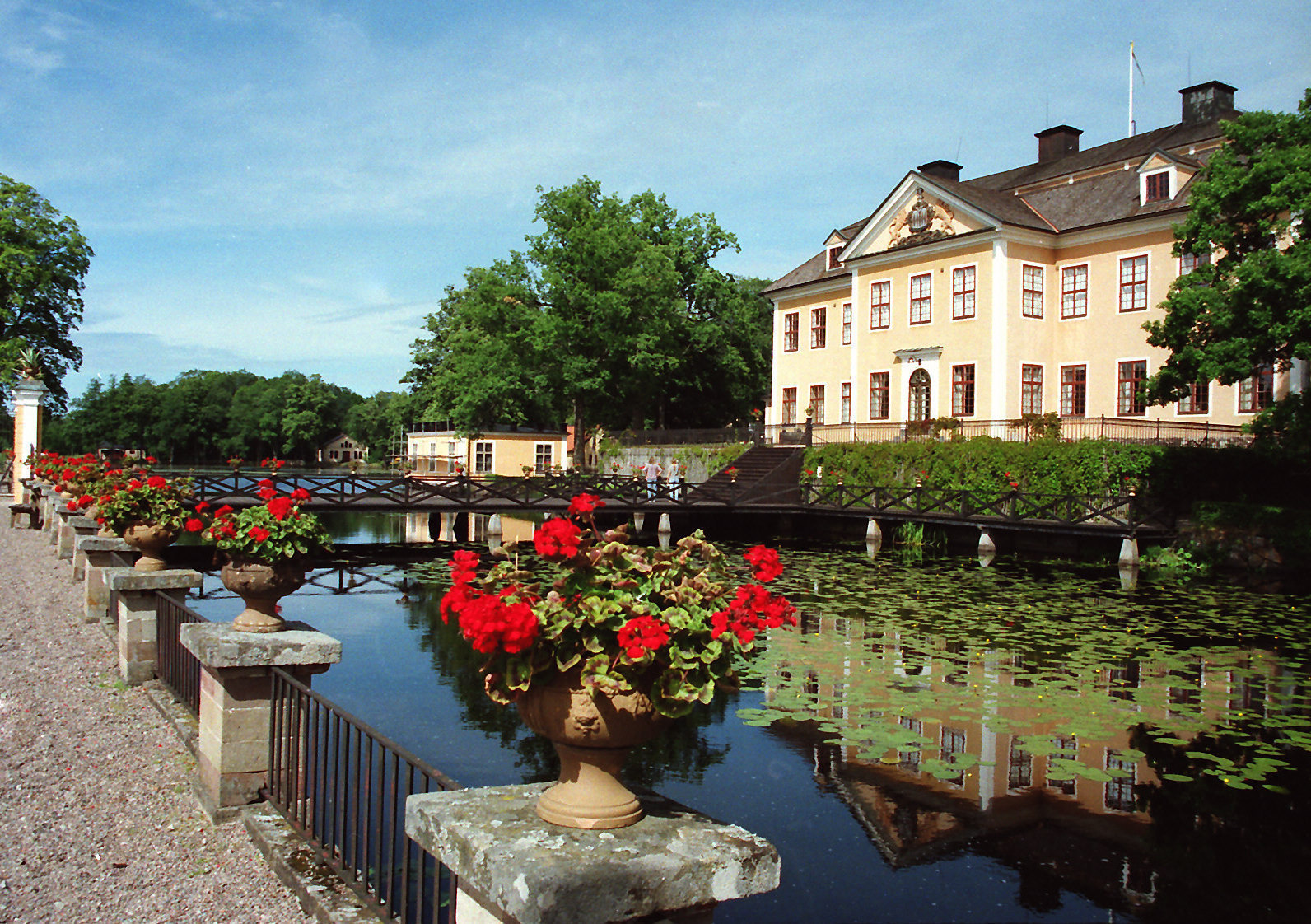
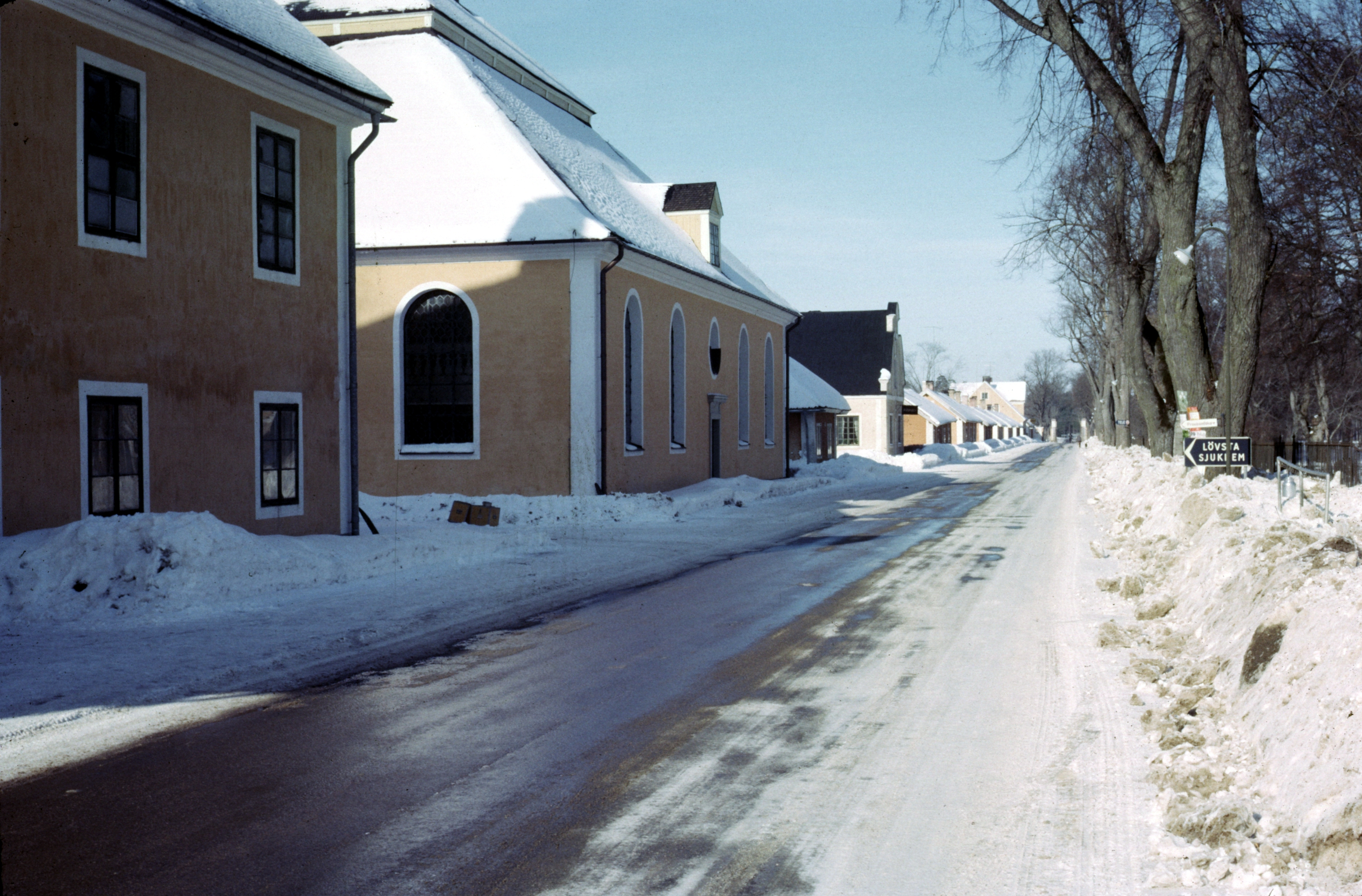

## Verkeer en vervoer
Bij de plaats loopt de Riksväg 76.